# La Ligne du Cap Bon
La Ligne du Cap Bon är en järnvägslinje mellan Bir Bou Regba vid huvudlinjen La Ligne de la Côte och Nabeul på halvön Cap Bon i Tunisien.

## Historia
Linjen till Nabeul från järnvägsknuten Bir Bou Regba bygges av Compagnie des phosphates et des chemins de fer de Sfax–Gafsa och stod färdig år 1894.

## Trafik
Trafiken består huvudsakligen av lokaltåg till och från Bir Bou Regba med anslutning till tåg på La Ligne de la Côte, dessa har uppehåll på samtliga av banans stationer och hållplatser, två av lokaltågen är genomgående från och ett till Tunis. Utöver dessa går ett tågpar av kategorin Autorail Express direkt till Tunis. Godståg förekommer i form av containertåg till godsbangården i Nabeul.